# Hôpital Wallon
Het Hôpital Wallon (het Waalse Ziekenhuis) was een ziekenhuis in de stad Leiden, in de Nederlandse provincie Zuid-Holland. Het was van 1 mei 1887 tot 1924 gevestigd aan het Rapenburg 12-14 te Leiden. Het ziekenhuis werd gesticht door de Waalse kerkgemeente en was het eerste protestantse ziekenhuis in Leiden. De naam leeft voort op de gevel van de uitbreiding in 1892 aan de Papengracht 13.

## Geschiedenis
Eind zestiende eeuw vestigde zich in Nederland een grote groep Walen. Het waren Franstalige protestanten die om economische en geloofsredenen gevlucht waren. In totaal stichtten zij 43 waalse kerken, waaronder één in Leiden. De gemeente groeide snel: van 425 leden in 1584 tot circa 5000 in 1643. Veel waren werkzaam in de textielindustrie, die hierdoor in Leiden een grote vlucht nam. De Waalse gemeente kende een groot saamhorigheidsgevoel en nam een collectieve verantwoordelijkheid voor de verzorging van onderwijs en sociale zorg.

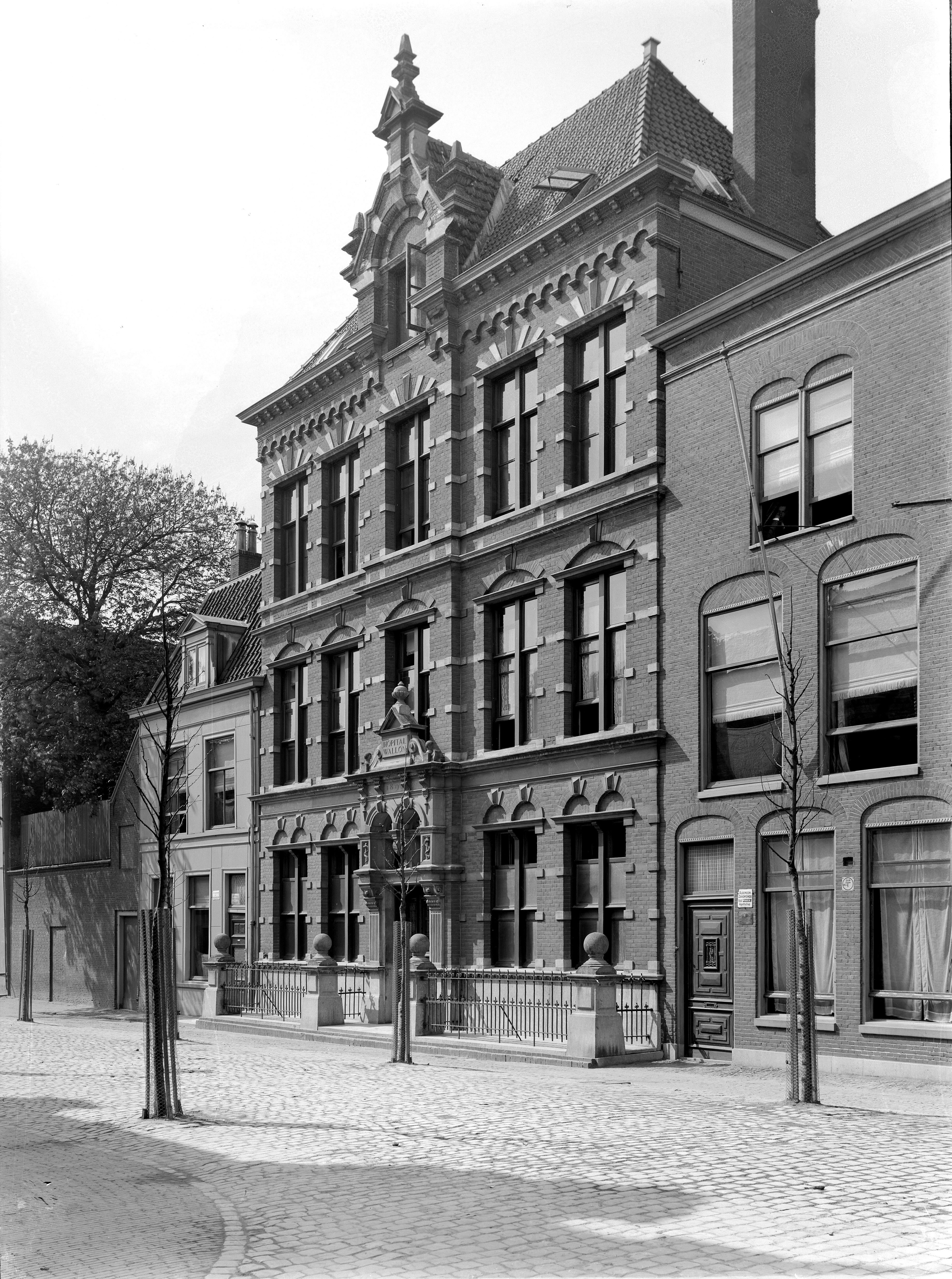
Gezicht op Hopital Wallon, het Waalse Ziekenhuis aan het Rapenburg in Leiden. Eind 19e eeuw.

Al in 1606 stichtte de synode der Waalsche kerk in een gebouw op de Groenhazengracht het Collegium Gallicum (Waalse collegie). In 1655 volgde de Gasthuiskerk (St. Catharinagasthuis) op de Breestraat als algemeen kerkgebouw voor gebruik door de Waalsche gemeente. Ook werden hofjes gebouwd: in 1657 het Pieter Loridanshofje (Oude Varkenmarkt 1) door de Waalse lakenverver Pieter Loridan voor 12 echtparen van de Waalse Gereformeerde Gemeente, bij voorkeur eigen arme bloedverwanten. In 1683 het Jean Pesijnshofje (Kloksteeg 21) door de uit Frankrijk gevluchte Hugenoot koopman Jean Pesijn met 12 huisjes ten behoeve van arme oude Waalse mannen en vrouwen. In 1709 werd het Waalse Wees- en Oudemannenhuis opgericht en in 1852 de Waalse Bibliotheek. In 1886 volgde dan het Hôpital Wallon. Na de opheffing van het ziekenhuis in 1924 bleef het pand in bezit van de Waalse Diakonie.
In 1929 brandde het stadhuis aan de Breestraat af. Het complex van het voormalige Hôpital Wallon werd geschikt gemaakt om als tijdelijke vervanging te dienen. Ondanks het gereedkomen van het nieuwe stadhuis bleef Rapenburg 12 (met het hele eraan verbonden complex) in gebruik bij de gemeente Leiden, aangezien de Duitse bezetter het nieuwe stadhuis in 1941 vorderde om er een Lazaret in te vestigen. De Waalse Diakonie verhuurde het complex vanaf 1946 aan de Huisvestingsraad, die het geschikt maakte voor de huisvesting van een vijftigtal studenten in 37 kamers, alle van centrale verwarming voorzien. In 1960 werd de Stichting Leidse Studentenhuisvesting eigenaar. Zij sloten de verbindingen tussen de panden aan de Papengracht en die aan het Rapenburg en splitsten die in een meisjeshuis en een jongenshuis. In 1989 werd de Stichting Wallon eigenaar van Rapenburg 12-14.

## Gebouw
De eerste vermelding van het pand is uit 1359 toen het Rapenburg nog een vestgracht was in plaats van de huidige voorname stadsgracht. Op 11 november 1359 woonden hier Gisebrecht van Zwieten en zijn buurman Louwe Dieric langhe Willemssoen. Hun twee panden werden in 1638 door Golius samengevoegd tot één huis: Rapenburg 12. Willem Jacob ’s-Gravensande zette er in 1724 de huidige gevel voor. Het erf van het huis liep door tot aan de Papengracht, waar zich net als bij veel van de andere panden aan dit deel van het Rapenburg de dienstgebouwen (stallen en koetshuizen) bevonden. De Waalse Diaconie voegde er in 1888 Rapenburg 14 aan toe en in 1892 de nieuwbouw aan de Papengracht naar een ontwerp van Willem Cornelis Mulder (Leiden, 23 februari 1850 - aldaar, 4 december 1920) van Architectenbureau W.C. Mulder, sinds 1918 Mulder en Buurman, sinds 1928 B. Buurman.
De oudste plattegrond van het pand dateert uit 1886 toen de Waalse Diaconie eigenaar werd en het pand liet ombouwen tot Hôpital Wallon. De kamers voor directie, de patiënten en de operatiekamers waren genummerd van 1 t/m 36. Verder waren er 15 kamers voor de zusters en ten slotte nog diverse ruimten, zoals de wachtkamers, keukens, eetkamers, kamers met sanitaire voorzieningen, dienstbodekamers, strijk- en linnenkamers, kelders en zolders. Deze vertrekken bevonden zich verspreid over de huizen Rapenburg 12 en Rapenburg 14 en de achterliggende panden Papengracht 13 en Papengracht 15.

## In literatuur
Onno te Rijdt beschreef in zijn boek Mores zijn beeld van het studentenleven bij LSV Minerva in het algemeen en in studentenhuis Hôpital Wallon in het bijzonder.